# Orthopyxis
Orthopyxis es un género de musgos hepáticas de la familia Aulacomniaceae. Comprende 2 especies descritas y  aceptadas.

## Taxonomía
El género fue descrito por Ambroise Marie François Joseph Palisot de Beauvois y publicado en Magasin Encyclopédique 5: 322. 1804.

## Especies aceptadas
A continuación se brinda un listado de las especies del género Orthopyxis aceptadas hasta diciembre de 2014, ordenadas alfabéticamente. Para cada una se indica el nombre binomial seguido del autor, abreviado según las convenciones y usos.	
- Orthopyxis atrovirens (Brid.) P. Beauv.
- Orthopyxis sphaericarpa (Hedw.) P. Beauv.